# Aérodrome de Vitry-en-Artois
L'aérodrome de Vitry-en-Artois (code OACI : LFQS) est un ancien aérodrome, situé sur le territoire de la commune de Vitry-en-Artois, à proximité de Brebières, dans le Pas-de-Calais (région Hauts-de-France, France).
Fermé en tant qu'aérodrome ouvert à la circulation aérienne publique (CAP) depuis mars 2024, une partie du site reste néanmoins utilisée comme terrain pour ULM. En outre, une piste d'aéromodélisme est établie à proximité de l'ancien aérodrome.

## Histoire
L'aérodrome de Vitry-en-Artois est créé en 1914.
Pendant la Seconde Guerre mondiale, le site est d'abord utilisé par la Royal Air Force (RAF), entre 1939 et mai 1940, puis par l'occupant allemand. Ce dernier construit en 1941 une base aérienne, comprenant notamment deux pistes en béton (numérotées 03/21 et 09/27, chacune ayant pour dimensions 1 550 m × 50 m), une troisième n'ayant quant à elle jamais été achevée. Cette base est bombardée à plusieurs reprises par les Alliés, en 1943 et 1944. En octobre 1944, le terrain de Vitry-en-Artois est libéré par le groupe de bombardement Lorraine. Il est à nouveau utilisé par la RAF jusqu'en décembre 1945, puis restitué aux autorités françaises. Deux stèles (dont une en forme de croix de Lorraine) et un panneau d'information commémorent la libération du site.
En février 2018, la communauté de communes Osartis Marquion décide de la fermeture à venir de l'aérodrome, pour le remplacer partiellement par un terrain réservé aux ULM (le site ne pourra donc plus accueillir les avions), mais aussi permettre l'implantation d'un parc éolien. L'arrêté ministériel de fermeture de l'aérodrome paraît au Journal officiel en mars 2024 ; depuis, seule subsiste la nouvelle base ULM,, dont les travaux ont été achevés en janvier 2024.

## Installations

### Anciennes (aérodrome avant sa fermeture)
L'aérodrome disposait de deux pistes en herbe :
- une piste orientée nord-est – sud-ouest (04/22), longue de 900 mètres et large de 100 (fermée dès octobre 2013) ;
- une piste orientée sud-est – nord-ouest (12/30), également longue de 900 mètres et large de 100.

Cet aérodrome n'était pas contrôlé ; les communications s'effectuaient en auto-information. Du fait de l'absence d'une fréquence assignée, elles se faisaient sur 123,500 MHz.
S'y ajoutaient :
- une aire de stationnement ;
- des hangars.

### Actuelles (base ULM)
La base ULM dispose d'une piste en herbe (longue de 450 m et large de 30) et de hangars.

## Activités
- Aéroclub du Douaisis (multiaxe et pendulaire)
- Aventure paramoteur